# Мясников, Вениамин Петрович
Вениами́н Петро́вич Мяснико́в (4 декабря 1936, Москва — 29 февраля 2004, там же) — советский и российский учёный в области механики сплошных сред, специализировался в гидроаэродинамике, теории пластичности, механике многофазных систем, геомеханике, математическом моделировании технологических процессов.
Заслуженный профессор МГУ (2000).
Академик РАН (с 1992; член Президиума РАН; член-корреспондент АН СССР с 1987), директор Института автоматики и процессов управления Дальневосточного отделения АН (ИАПУ ДВО РАН), заведующий кафедрой вычислительной механики механико-математического факультета МГУ, член бюро Отделения проблем машиностроения, механики и процессов управления РАН, член комиссии РАН по проблемам транспорта. Лауреат Государственной премии РСФСР.

## Биография
Родился в семье преподавателя мехмата МГУ, выпускника МГУ, Петра Вениаминовича Мясникова.
В 1959 году окончил с отличием мехмат МГУ. Дипломную работу выполнил под руководством Г. Г. Чёрного.
В 1962 году защитил кандидатскую диссертацию по теории вязко-пластических течений. С 1964 года сотрудничал на вновь созданной кафедре химической механики МГУ, в связи с расформированием кафедры в 1972 году перешёл на кафедру аэродинамики и газовой динамики.
В 1969 году защитил докторскую диссертацию «Статистическая теория гидродинамических и тепломассообменных процессов в псевдоожиженном слое».
Создатель (1997) кафедры вычислительной механики на мехмате МГУ и первый её заведующий.
В 1987 году был избран членом-корреспондентом Академии наук СССР, а в 1992 году — академиком РАН.
По рекомендации Е. В. Золотова переехал во Владивосток. С 1988 по 2004 год возглавлял Институт автоматики и процессов управления ДВО РАН.
Опубликовал более 230 научных работ, включая четыре монографии. Под его руководством было подготовлено 6 докторских и 30 кандидатских диссертаций. 
Похоронен на Востряковском кладбище в Москве (уч. 96).

## Научные интересы
Разрабатывал классическую математическую теорию движения жёстко-вязко-пластических сред. Предложил эффективные прямые вариационные методы решения задач жёстко-пластических сред, сформулировал теорию вариационных неравенств.
Создал теорию движения газа при фильтрации через слой зернистого материала в химическом реакторе, которая открыла пути совершенствования реакторов. Занимался изучением гидродинамики неустойчивости Рэлея — Тейлора, в результате которого была выработана новая технология приготовления минеральной ваты.
Был одним из руководителей проекта по охлаждению четвёртого энергоблока аварийной Чернобыльской АЭС, разработав эффективные технологические решения по ликвидации аварии.
Разработал математическую модель конвективных течений в недрах Земли и модель переходных слоёв, на основании которых проводил исследования эволюционных процессов Земли и эволюции других планет. Эта модель нашла применение для анализа распространения сейсмических волн в горных породах.
Предложил модель для описания разномодульности и различного сопротивления материалов типа горных пород. Выдвинул квазилинейную модификацию закона Гука, поставив в зависимость модуль упругости от инвариантов тензора деформации.

### Основные труды[7]
- Мясников В. П., Фадеев В. Е. Гидродинамические модели эволюции планет земной группы. — М.: Наука, 1979. — 231 с.
- Мосолов П. П., Мясников В. П. «Механика жесткопластических сред» — М. Наука, 1981 (недоступная ссылка)
- Мясников В. П., Гордин В. М., Михайлов В. О., Новиков В. Л., Сазонов Ю. В. Геомеханические модели как основа комплексной историко-генетической интерпретации геофизических данных. // В кн.: Методика комплексного изучения тектоносферы (под ред. В. В. Белоусова). — М.: Радио и связь, 1984. — с. 99-110.
- В. П. Маслов, В. П. Мясников, В. Г. Данилов. Математическое моделирование аварийного блока Чернобыльской АЭС. — М.: Наука, Глав. ред. физико-математической лит-ры, 1988[8].
- Мясников В. П., Олейников А. И. Основы механики гетерогенно-сопротивляющихся сред. — Владивосток: Дальнаука, 2007. — 171 с. — ISBN 978-5-8044-0793-4
- Прикладные задачи механики деформируемых сред: Сб. науч. тр. / АН СССР, Дальневост. отд-ние, Ин-т автоматики и процессов управления; [Отв. ред. В. П. Мясников, В. В. Пикуль]. — Владивосток: ДВО АН СССР, 1991. — 294 с.
- Мясников В. П. Избранные труды: в 3-х томах / В. П. Мясников; [сост. М. А. Гузев]; Российская акад. наук, Дальневосточное отд-ние, Ин-т автоматики и процессов управления. — Владивосток: Дальнаука, 2006—2008. — ISBN 5-8044-0679-5
  - Т. 1: Общие проблемы механики сплошной среды. — 2006. — 491 с. — ISBN 5-8044-0695-7
  - Т. 2: Механика геофизических процессов. — 2007. — 454 с. — ISBN 978-5-8044-0837-5
  - Т. 3: Механика технологических процессов. — 2008. — 341 с. — ISBN 978-5-8044-0957-0

## Награды и премии
- Орден Почёта за многолетний добросовестный труд и большой вклад в укрепление дружбы и сотрудничества между народами (1997)[9].
- Государственная премия РСФСР (1988)
- Медаль им. М. В. Келдыша от Федерации космонавтики России (1987)
- Золотая медаль имени С. А. Чаплыгина РАН за цикл работ по механике неупругих сред (2000)[1].

## Память
Учреждена и вручается премия ДВО РАН имени академика В. П. Мясникова для молодых учёных из институтов ДВО РАН.